# Северный (Гусевский район)
Северный (до 1938 — Клайн Каннапиннен (нем. Klein Kannapinnen), до 1946 — Клайнблекен (нем. Kleinblecken)) — посёлок в Гусевском районе Калининградской области. Входит в состав Кубановского сельского поселения.

## История
Населенный пункт Клайн Каннапиннен в 1938 году был переименован в Клайнблекен.
В 1946 году поселок получил современное название - Северный.

## Население
| 1910 | 2002 | 2010 |
| ---- | ---- | ---- |
| 63   | ↗330 | ↘305 |